# Kōji Endō
Kōji Endō (遠藤浩二, Endō Kōji), né en 1964, est un compositeur et musicien japonais. 
Il a composé la musique d'un grand nombre de films de Takashi Miike.

## Filmographie
- 1997 : Full Metal Yakuza
- 1998 : The Bird People in China
- 1999 : Dead or Alive
- 1999 : Audition
- 1999 : Salaryman Kintaro
- 2000 : The City of Lost Souls
- 2001 : Visitor Q
- 2001 : Agitator
- 2001 : Love Ghost (死びとの恋わずらい, Shibito no koiwazurai?) de Kazuyuki Shibuya
- 2002 : Blood Heat
- 2002 : Dead or Alive 3
- 2002 : Graveyard of Honor
- 2003 : Gozu
- 2003 : La Mort en ligne
- 2003 : The Man in White
- 2004 : Izo
- 2004 : La Mélodie du malheur
- 2004 : Zebraman
- 2004 : Trois extrêmes
- 2005 : Les Maîtres de l'horreur
- 2006 : La Maison des sévices
- 2006 : Sun Scarred
- 2007 : Detective Story
- 2012 : Lesson of the Evil
- 2013 : Shield of Straw
- 2019 : Kaguya-sama: Love is War (かぐや様は告らせたい ～天才たちの恋愛頭脳戦～, Kaguya-sama wa kokurasetai - Tensai-tachi no ren'ai zunōsen?) de Hayato Kawai (ja)
- 2021 : The Great Yokai War: Guardians (妖怪大戦争 ガーディアンズ, Yōkai daisensō: Gādianzu?) de Takashi Miike
- 2023 : Lumberjack the Monster (怪物の木こり, Kaibutsu no kikori?) de Takashi Miike